# Locura pasional
Locura Pasional es una película mexicana de 1956, dirigida y escrita por Tulio Demicheli. Está protagonizada por Silvia Pinal y Carlos López Moctezuma.  La cinta se cimentó inspirándose en La sonata a Kreutzer, una novela original de León Tolstói.

## Argumento
Mabel Mendoza, es una vedette de teatro que costea los estudios de sus dos hermanos y se casa, instigada por su madre, con Alberto Morales, un ingeniero maduro, lujurioso y celoso. Unos anónimos hacen creer al ingeniero que su mujer lo engaña con Luis, un director de teatro. Aquejado por los celos, el hombre mata a su esposa. El hombre será aquejados por los remordimientos que no lo dejan vivir en paz.

## Reparto
- Silvia Pinal como Mabel Mendoza
- Carlos López Moctezuma como ingeniero Alberto Morales
- César del Campo como Luis
- Domingo Soler como tío Luciano
- Rosa Elena Durgel como Gloria
- Fanny Schiller como doña Jacinta
- María Eugenia Ríos como María

## Recepción

### Premios
Por esta película, Silvia Pinal obtuvo su segundo Premio Ariel de la Academia Mexicana de Artes y Ciencias Cinematográficas, el primero en la categoría de Mejor Actriz.